# Земя на честта
„Земя на честта“ (на испански: Tierra de reyes) е испаноезична теленовела на американската компания Телемундо от 2014 г. Римейк е на теленовелата от 1994 г. – „Опасна любов“. Други продукции създадени по оригиналната история са: колумбийската теленовела „Трима братя, три сестри“, мексиканската теленовела „Огън в кръвта“ и испанския сериал „Любов и предателство“. Снимките са правени в Хюстън, щата Тексас и Маями, щата Флорида, САЩ. Главните роли се изпълняват от Ана Лорена Санчес, Скарлет Грубер, Кимбърли дос Рамос, Аарон Диас, Кристиян де ла Кампа, Гонсало Гарсия Виванко, а тези на злодеите от Соня Смит, Синтия Олавария и Фабиан Риос. Излъчва се по канал Телемундо от 2 декември 2014 г. на мястото на „Кралица на сърцата“.

## Сюжет
Историята се развива в град Хюстън, Тексас и разказва за тримата братя Гаярдо – Артуро, Флавио и Самуел. След смъртта на малката им сестра Алма, те се заклеват да отмъстят на семейство дел Хунко, тъй като смятат тях за главни виновници за трагичния край на Алма. Братята успяват да влязат в живота на богатото семейство под предлог, че са работници и така да започнат плана си. В имението се запознават със сестрите дел Хунко – София, Андреа и Ирина, които са дъщери на Кайетана Белмонте дел Хунко. Заедно с желанието за мъст, братята се влюбват в красивите сестри и сами попадат в капана си.

## Участват
- Ана Лорена Санчес – София дел Хунко - Гаярдо
- Аарон Диас – Артуро Гаярдо
- Кимбърли дос Рамос – Ирина дел Хунко - Гаярдо
- Гонсало Гарсия Виванко – Флавио Гаярдо
- Скарлет Грубер – Андреа дел Хунко - Гаярдо
- Кристиян де ла Кампа – Самуел Гаярдо
- Соня Смит – Кайетана Белмонте дел Хунко
- Фабиан Риос – Леонардо Монталво
- Синтия Олавария – Исадора Валверде
- Исабела Кастийо – Алма Гаярдо/Вероника Салдивар
- Адриана Лават – Соледад Флорес
- Хоакин Гаридо – дон Фелипе Белмонте
- Омар Херменос – Емилио Валверде
- Даниела Наваро – Патрисия Рубио
- Алберих Борман – Дарио Лухан
- Роберто Плантиер – Орасио Лухан
- Диана Кихано – Беатрис Алкасар де ла Фуенте
- Габриел Роси – Пабло Мартинес
- Сол Родригес – Лусия Креспо Рамирес
- Рикардо Чавес – Игнасио дел Хунко
- Дад Дагер – Миранда Лухан Салдивар
- Едуардо Виктория – Нестор Фернандес
- Джесика Сересо – Бриджит Лосада
- Барбара Гарофало – Линда Валверде

## В България
В България теленовелата започва излъчване на 19 януари 2016 г. по bTV и завършва на 8 септември. На 31 януари 2017 г. започва повторно излъчване по bTV Lady и завършва на 11 септември. На 6 февруари 2018 г. започва ново повторение и завършва на 17 септември. Дублажът е на студио VMS. Ролите се озвучават от Гергана Стоянова, Милица Гладнишка, Мартин Герасков, Росен Русев и Иван Велчев.